# Piotr Stokowiec
Piotr Stokowiec (Kielce, 25 maggio 1972) è un allenatore di calcio ed ex calciatore polacco, di ruolo difensore, tecnico del Pogoń Grodzisk Mazowiecki.

## Carriera

### Giocatore

#### Club
Stokowiec giocò con la maglia del Korona Kielce, prima di passare allo AZS-AWF Varsavia e al Piaseczno. Seguì un'esperienza al Polonia Varsavia, poi allo Świt Nowy Dwór Mazowiecki e all'Ostrowiec Świętokrzyski.
Il difensore fu in seguito in forza allo Śląsk Wrocław e al Dyskobolia. Tentò poi una prima esperienza all'estero, con i danesi dell'AB. Rientrò poi in patria, all'Ostrowiec Świętokrzyski prima e al Polonia Varsavia poi. Nel 2006 lasciò ancora la Polonia, stavolta per giocare nei norvegesi del Notodden. Chiuse la carriera nel Wigry Suwałki.

### Allenatore
Stokowiec cominciò la carriera da allenatore proprio al Wigry Suwałki. Nel 2011, fu allenatore ad interim del Polonia Varsavia; anche nel 2012 fu chiamato in panchina dalla stessa squadra, sempre come traghettatore. Nell'estate 2012, però, il Polonia Varsavia gli ha affidato stabilmente la guida tecnica. Il 17 giugno 2013 fu nominato allenatore dello Jagiellonia.

## Palmarès

### Allenatore

#### Competizioni nazionali
- Coppa di Polonia: 1

Lechia Danzica: 2018-2019
- Supercoppa di Polonia: 1

Lechia Danzica: 2019